# Begonia goegoensis
Begonia goegoensis es una especie de planta perenne perteneciente a la familia Begoniaceae. Es originaria de Indonesia donde se encuentra en la isla de Sumatra.

## Taxonomía
Begonia goegoensis fue descrita por Nicholas Edward Brown y publicado en The Gardeners' Chronicle, new series 71. 1882.
Etimología
Begonia: nombre genérico, acuñado por Charles Plumier, un referente francés en botánica, honra a Michel Bégon, un gobernador de la excolonia francesa de Haití, y fue adoptado por Linneo.
goegoensis: epíteto
Híbrido
- Begonia × erici-magni Lindq.